# Боніслав (Млавський повіт)
Боніслав (пол. Bonisław) — село в Польщі, у гміні Вечфня-Косьцельна Млавського повіту Мазовецького воєводства.
Населення — 77 осіб (2011).
У 1975-1998 роках село належало до Цехановського воєводства.

## Демографія
Демографічна структура станом на 31 березня 2011 року:
|          | Загалом | Допрацездатний вік | Працездатний вік | Постпрацездатний вік |
| -------- | ------- | ------------------ | ---------------- | -------------------- |
| Чоловіки | 36      | 9                  | 26               | 1                    |
| Жінки    | 41      | 10                 | 24               | 7                    |
| Разом    | 77      | 19                 | 50               | 8                    |